# Roodbuikorganist
De roodbuikorganist (Euphonia rufiventris) is een zangvogel uit de familie Fringillidae (vinkachtigen).

## Verspreiding en leefgebied
Deze soort telt 2 ondersoorten:
- E. r. rufiventris: het westelijk Amazonebekken.
- E. r. carnegiei: zuidelijk Venezuela.